# Antyle Holenderskie na Mistrzostwach Świata w Lekkoatletyce 2009
Antyle Holenderskie na Mistrzostwach Świata w Lekkoatletyce 2009 – reprezentacja Antyli Holenderskich podczas czempionatu w Berlinie liczyła tylko 1 członka. Zawodnik z tego kraju wystąpił w biegu na 100 i 200 metrów.

## Występy reprezentantów Antyli Holenderskich

### Mężczyźni
- Bieg na 100 m
  - Churandy Martina z czasem 10.19 zajął 16. miejsce w ćwierćfinale i nie awansował do dalszej rywalizacji

- Bieg na 200 m
  - Churandy Martina nie wystartował ostatecznie w biegu